# Fårehyrde ved Bethlehem
|  | Denne artikel er oprettet af botten Steenthbot ud fra en ekstern database. Den kan derfor have sproglige fejl eller mangler. Denne skabelon kan fjernes efter kontrol af indholdet. |

Fårehyrde ved Bethlehem er en dansk dokumentarfilm fra 1975 instrueret af Tue Ritzau efter eget manuskript.

## Handling
Filmen er optaget i 1974, men landskaber og sædvaner har nok ikke ændret sig meget siden Jesu tid.